# Носовки
Но́совки (укр. Носівки) — село на Украине, основано в 1601 году, находится в Бердичевском районе Житомирской области.
Код КОАТУУ — 1825886001. Население по переписи 2001 года составляет 751 человек. Почтовый индекс — 13266. Телефонный код — 4139. Занимает площадь 2,928 км².

## История
- В 2009 году село было переименовано с Носовка на Носовки.

## Гидрология
Возле села находится исток реки Тетерев.

## Местная власть
13264, Житомирская область, Бердичевский р-н, с. Краснополь, ул. Центральная, 1.